# Paralimnophila dobrotworskyi
Paralimnophila dobrotworskyi är en tvåvingeart som beskrevs av Günther Theischinger 1996. Paralimnophila dobrotworskyi ingår i släktet Paralimnophila och familjen småharkrankar. Inga underarter finns listade i Catalogue of Life.